# Best of Nena
Best of Nena ist das am 12. Oktober 2010 veröffentlichte Kompilationsalbum der deutschen Pop-Sängerin Nena. Es enthält einige der als Single veröffentlichten Lieder der Sängerin. Darunter ist auch ihr Nummer-eins-Hit 99 Luftballons und eine Live-Version von Jetzt bist du weg im Duett mit Udo Lindenberg. Es ist eine Produktion von Uwe Fahrenkrog-Petersen, Derek von Krogh, Reinhold Heil und Nena Kerner.

## Trackliste
| #   | Titel                                                      | Länge |
| --- | ---------------------------------------------------------- | ----- |
| 1.  | Liebe ist (Radio-Version)                                  | 4:01  |
| 2.  | Anyplace, Anywhere, Anytime (New-Version) (& Kim Wilde)    | 4:04  |
| 3.  | Hangin’ on You                                             | 4:13  |
| 4.  | Haus der drei Sonnen (New Version – Radio Mix) (& Heppner) | 3:44  |
| 5.  | Wir sind Wahr (Radio-Edit)                                 | 3:58  |
| 6.  | Mein Weg ist mein Weg                                      | 4:38  |
| 7.  | ? (Fragezeichen)                                           | 3:44  |
| 8.  | 99 Luftballons (2009)                                      | 3:53  |
| 9.  | Es interessiert mich nicht                                 | 3:47  |
| 10. | Nur Geträumt                                               | 3:42  |
| 11. | Rette mich                                                 | 3:20  |
| 12. | Oldschool Baby (Short) (WestBam)                           | 3:28  |
| 13. | Lass mich                                                  | 3:05  |
| 14. | Jetzt bist du weg (Feat. Udo Lindenberg) [Live-Version]    | 5:08  |
| 15. | Mach die Augen auf                                         | 3:26  |
| 16. | Silbermond                                                 | 5:39  |
| 17. | Willst du mit mir geh’n                                    | 3:48  |
| 18. | Wunder Geschehn (Live-Version)                             | 5:57  |
| 19. | In meinem Leben (Album-Version)                            | 5:41  |

## Rezeption
Das Album wurde von der Kritik nicht sehr positiv gesehen.

„Nicht schon wieder! Penetrierte Nena uns doch erst dieses Jahr mit einer Live-CD, legt die alternde Neue-Deutsche-Welle-Schrulle pünktlich zum Weihnachtsgeschäft noch ein Best-Of-Album nach. Dabei hätte die frischgebackene Oma doch jetzt wirklich sinnvollere Aufgaben. Waren wir dieses Jahr so unartig – oder womit haben wir das verdient?“

„Auch ohne nachzuschauen: Man wird das Gefühl nicht los, dass es in den letzten 25 Jahren schon die ein oder andere Greatest-Hits-Sammlung von Nena gab. Und siehe da: ‚20 Jahre Nena‘ etwa erschien 2003, damals wurden die Songs neu eingespielt – gemeinsam mit guten Freunden der NDW-Ikone. Diesmal, bei ‚Best Of Nena‘, ist in erster Linie Masse zum kleinen Preis angesagt.“